# داء التيربيات
داء التيربيات أو داء الفطر الشعري الأرضي (بالإنجليزية: Geotrichosis)‏ هي عدوى فطرية يسببها الفطر التَّيرَبِيَّ المُبْيَضَّ .:311

## الاستعمار البشري والمرض
التَّيْرَبِيَّةُ المُبْيَضَّة هي أيضا عضو من الميكروبات أو المجهريات البشرية، لا سيما المرتبطة الجلد والبلغم والبراز حيث يحدث في 25-30٪ من العينات.  الفطر يمكن أن يسبب عدوى تعرف باسم داءُ التَّيرَبِيَّات، مما يؤثر على الفم، الشعب الهوائية والجلد و النسيج الطلائي للقصبات الرئوية. قد ينشأ اللقاح من مصادر داخلية أو خارجية.
في عام 1847 وصف بينيت التَّيْرَبِيَّةُ المُبْيَضَّة بأنها تسبب في عدوى في تجويف السلي. بينيت كان قادرا على التفريق بين العدوى من قبل التَّيْرَبِيَّةُ المُبْيَضَّة من داء المبيضات، وتشخيص الحالة الأولى من داءُ التَّيرَبِيَّات. كما يوجد أيضا تقارير حالات طبية أخرى وصفت التهابات بالرئة في عام 1916 و 1928. معظم الحالات تؤثر على شبكة القصبات الرئوية، وعلى الرغم من ذلك يمكن أن تصاب أماكن أخرى مثل الغشاء المخاطي للفم والمهبل. وتندرج تحتها أيضا التهابات الجلد والأمعاء.  وقد تم وصف الحالات المبلغ عنها حول التَّيْرَبِيَّةُ المُبْيَضَّة بأعراضالتهاب الشعب الهوائية المزمن أو الحاد.و قد ينشأ التسمم  الخارجي بالتَّيْرَبِيَّةُ المُبْيَضَّة من الاتصال مع التربة الملوثة أو الفواكه أو منتجات الألبان.
- داءُ التَّيرَبِيَّات الرئوي هو الشكل الأكثر شيوعا لداءُ التَّيرَبِيَّات. ويبدو أن الأعراض أعراض ثانوية لداء السل. وهذا يشمل أعراض مثل البلغم الرمادي أو الخفيف أو الثقيل,  أو في بعض الحالات مصاحب بدماء. المرضى غالبا ما يكون لديهم سعال مصاحب مع بلغم شفاف أو أصفر. و تشمل الأعراض الأخرى من داءُ التَّيرَبِيَّات الرئوي صوت خرخرة خفيف إلى متوسط بالرئتين.   قد تظهر مضاعفات مثل الحمى، والنبض السريع وزيادة إنتاج الكريات البيضاء. تظهر الحالة بشكل مزمن مع وجود القليل من الوهن والحمى. كما لا يوجد آلام في الصدر ويمكن أن يحدث الصفير في الرئتين أحيانا.
- داءُ التَّيرَبِيَّات الشعبي يحدث داخل الشعب الهوائية وليس الرئة. ينمو هذا النوع من الفطر في تجويف الشعب الهوائية. يتميز هذا المرض بأنه عدوى داخل القصبة. داءُ تَّيرَبِيَّات الشعب الهوائية يشبه رد فعل الحساسية من الرشاشيات. وتشمل الأعراض السعال المزمن البارز, البلغم هلامي، عدم وجود الحمى وخرخرة بالصدر متوسطة إلى شديدة الخشونة. المرضى الذين يعانون من حالة الشعب الهوائية نادرا ما يعانون من تسارع في النبض أو معدل التنفس. قد تظهر نقط أو رقش خفيفة في منتصف أو قاعدة المنطقة الرئوية. استعمار الشعب الهوائية يمكن أن يترافق مع المبيضات البيض وعادة ما تحدث مع المرضى الذين يعانون من مرض الرئة الانسدادي المزمن.
- داءُ التَّيرَبِيَّات الفمي والمهبلي يشبه في مظهره فطريات الفم وكثيرا ما يخلط بينهم في هذه الحالة. الفرق بين داءُ التَّيرَبِيَّات عن طريق الفم أوالمهبل يمكن تحديده باستخدام تحليل تحت المجهر. وتشكل المنطقة المصابة طبقة بيضاء، وعادة ما يشتكي المرضى عن إحساسهم بالحرق في المناطق المتضررة. داءُ التَّيرَبِيَّات المهبلي هو الأكثر شيوعا في النساء الحوامل وغالبا ما يرتبط مع التهاب المهبل.
- داءُ التَّيرَبِيَّات بالجهاز الهضمي هو التهاب الأمعاء المرتبطة بالعلاج الجلوتامي. عادة ما تتوقف الأعراض بمجرد التوقف عن العلاج الجلوتامي. يصعب تحديد سبب العدوى لأن هذا الفطر هو أحد الفطريات الموجودة في الأمعاء بشكل طبيعي. و يكمن الفرق بين فطريات الأمعاء العادية والممرضة هو قدرتها على إنتاج السموم.
- داءُ التَّيرَبِيَّات الجلدي  له نوعان مختلفان من العدوى والتي تشمل العدوى السطحية والعميقة. الشكل السطحي يحدث العدوى على طيات الجلد بما في ذلك الثديية، الأربية، حول الشرج وطيات بين الأصابع. أما الشكل العميق فيظهر العقيدات والأورام والقرحة على الساقين والوجه واليدين. داءُ التَّيرَبِيَّات الجلدي يمكن أن يسبب ظهور جروح كيسية على شكل أنسجة رخوة تظهر على الجلد.

## التشخيص

### الزراعة المختبرية
لا يمكن تحديد تشخيص داءُ التَّيرَبِيَّات دون استخدام الزراعة اللمختبرية أو القياس المجهري. التشخيص المختبري لداءُ التَّيرَبِيَّات يشمل عينات الفطريات التي تم جمعها من مناطق العدوى غير الملوثة. كشط الفم والقرحة الفموية يمكن أن توفر عينة جيدة من التَّيْرَبِيَّةُ المُبْيَضَّة. ويمكن أيضا جمع العينات من القيح ويمكن الحصول على المخاط من البراز. Sويمكن البحث عن البلغم في الرقائق البيضاء شبه المخاطية لمزيد من الفحص. إن زراعة الفطريات الأسطوانية على شكل برميل أو بيضاوي الشكل بأعداد كبيرة في الآفات الفموية هو مؤشر على أن المريض قد يكون لديه داءُ التَّيرَبِيَّات. تحت المجهر تظهر الفطريات مثلفطريات الخميرة و تظهر تفرعات وخيوط يمكن تقسيمها إلى سلاسل أو أبواغ فردية. تظهر الأبواغ مستطيلة مع نهايات مسطحة أو مدورة. تحت المجهر يتراوح حجم الأبواغ المفصلية من 6-12 ميكرومتر في 3-6 ميكرومتر. يمكن ملاحظة الأبواغ والخيوط تحت المجهر بشكل واضح. يوجد طريقة تحديد أخرى تسمى طريقة العزل الانتقائي. يمكن تحديد ما إذا كانت التَّيْرَبِيَّةُ المُبْيَضَّة هي سبب المرض على أساس مقاومة الفطريات للنوفوبيوسين وثاني أكسيد الكربون.

### الأشعة التشخيصية
الأشعة السينية يمكن استخدامها لفحص أنسجة الرئة، ومع ذلك فإنه لا يمكن أن تستخدم لتأكيد وجود داءُ التَّيرَبِيَّات. الأشعة السينية قد تظهر التجويف الذي يقع على جدران أنسجة الرئتين وقد تشبه أنسجة الرئة العلامات المبكرة للسل. تظهر نتائج فحص الأشعة السينية لداء التَّيرَبِيَّات الرئوي على شكل ارتشاحات كثيفة وسلسة وبعض التجاويف في الرئتين. داءُ التَّيرَبِيَّات الشعبي يظهر على الأشعة سماكة محيطية مع نقط خفيفة قد تكون موجودة على الجزء السفلي أو المتوسط من الرئة. داءُ التَّيرَبِيَّات الشعبي عادة ما يظهر على شكل ارتشاحات غير محددة الشكل في المنطقة المحيطة بالشعب الهوائية.

## العلاج
داءُ التَّيرَبِيَّات عموما لديه مسار مرضي جيد والمرضى عموما يتشافون بشكل كامل. ومع ذلك، ليس هناك علاج واحد معتمد لداءُ التَّيرَبِيَّات. هناك عدة أنواع من المركبات المضادة للميكروبات أو المضادة للفطريات التي يمكن استخدامها للعلاج. نوع واحد من العلاج يمكن أن يشمل ميكونازول وكيتوكونازول، والتي أظهرت تحسن ملحوظ في الجلد، القصبات الرئوية، والأمراض المعوية المفصلية.طريقة أخرى من العلاج تعتمد على معالجة الأعراض المرضية، الراحة في الفراش، والعلاج اليود، رذاذ النيستاتين والأمفوتريسين B. وتستخدم أدوية الآزول بما في ذلك إيزوكونازول وكلوتريمازول لتلقي العلاج. وتشمل العلاجات المرتبطة بداءُ التَّيرَبِيَّات الرئوي استخدام يوديد البوتاسيوم، السلفوناميدات أو الكولسترين. يمكن علاج الربو المرتبط عن طريق أدوية إزالة الحساسية ودواء البريدنيزولون. أصبحت أمفوتيريسين B، كلوتريمازول و S-فلوروسيتوزين أكثر حساسية للتَّيْرَبِيَّةُ المُبْيَضَّة. كما يمكن أن تظهر المقاومة الفطرية في المستقبل بسبب العلاج المتكرر.